# Erika Brinkmann
Erika Brinkmann (* 27. Februar 1952 in Bremen) ist eine deutsche Grundschulpädagogin und Schriftsprachdidaktikerin.

## Biografie
Erika Brinkmann wurde 1952 in Bremen geboren, wo sie seit 2014 wieder lebt. Nach Praktika im Kindergarten hat sie – mehrfach unterbrochen durch die Geburt ihrer fünf Töchter – in Freiburg das Abitur auf dem zweiten Bildungsweg nachgeholt und wurde dort sowie an der Universität Bremen zur Lehrerin ausgebildet. Seit 1987 hat sie verschiedene Lernwerkstätten (mit)gegründet und geleitet, wie die Büffelstübchen in Stuhr und Weyhe, die OASE und das Kindernetcafé an der Universität Siegen (alle zusammen mit Hans Brügelmann) sowie das Scriptorium an der Klösterleschule in Schwäbisch Gmünd, wo sie jeweils mit Kindern gearbeitet hat, die besondere Schwierigkeiten beim Lesen- und Schreibenlernen haben. Von 1992 bis 1993 hat sie als Lehrerin eine altersgemischte Klasse an einer niedersächsischen Grundschule geführt, danach war sie bis 2001 als wissenschaftliche Mitarbeiterin in der Arbeitsgruppe Primarstufe an der Universität Siegen tätig. Sie promovierte 1997 an der Universität Bremen und übernahm von 2002 bis 2017 – nach einem Jahr Vorlauf als Gastdozentin – eine Professur für deutsche Sprache und Literatur und ihre Didaktik an der Pädagogischen Hochschule Schwäbisch Gmünd. In den Jahren 2004 bis 2015 leitete sie als Dekanin die dortige Fakultät II.

## Aktivitäten und Wirkungen
Die Forschung zum Schriftspracherwerb hat Erika Brinkmann vor allem durch ihre Mikroanalysen der Rechtschreibentwicklung von Vor- und Grundschulkindern beeinflusst. Als Schriftsprachdidaktikerin ist sie eine der profiliertesten Vertreterinnen des Spracherfahrungsansatzes.
Didaktische Materialien für die vier Grundschuljahre hat sie gemeinsam mit der Grundschullehrerin Nina Bode-Kirchhoff und anderen unter dem Titel „ABC-Lernlandschaft“ entwickelt und seit 2008 in mehreren Auflagen publiziert. Sie ist außerdem Mitherausgeberin der „Regenbogen-Lesekiste“, einer ebenfalls im vpm-Verlag erschienenen Sammlung leseleichter Büchlein für Leseanfänger. Für den Grundschulverband hat sie 2015 den Sammelband „Rechtschreiben in der Diskussion“ herausgegeben, der einen aktuellen Überblick über den Stand der Forschung zum Rechtschreiberwerb, alternative Konzepte zu seiner Förderung und konkrete Unterrichtshilfen gibt.
Seit Anfang der 1990er Jahre engagiert sich Erika Brinkmann für einen offenen Unterricht, der Schüler auf der Basis der Kinderrechte Möglichkeiten der Selbst- und Mitbestimmung in der Schule und Räume für ein selbstständiges Lernen eröffnet
Bildungspolitisch aktiv ist Erika Brinkmann im Grundschulverband, in dem sie u. a. bei der Entwicklung des Grundschrift-Konzepts mitgewirkt hat. Von 1992 bis 1995 war sie Vorsitzende der Landesgruppe Niedersachsen und das gleiche Amt hatte sie von 2010 bis 2015 in Baden-Württemberg inne. 2012 wurde sie in den erweiterten Bundesvorstand gewählt und 2014 zur stellvertretenden Bundesvorsitzenden. Sowohl in Nordrhein-Westfalen als auch in Baden-Württemberg hat Erika Brinkmann in Arbeitsgruppen der Ministerien an der Entwicklung von Bildungsplänen bzw. Handreichungen für den Deutschunterricht in der Grundschule mitgearbeitet.
Von 1992 bis 2003 gehörte sie dem Beirat der „Grundschulzeitschrift“ des Friedrich-Verlags an, von 2004 bis 2009 war sie in demselben Verlag Gründungsherausgeberin der Zeitschrift „Grundschule Deutsch“.

## Schriften (Auswahl)
- mit Heiko Balhorn und anderen: Regenbogen-Lesekiste - 5x5 Bücher für Leseanfänger. 1987
- mit Hans Brügelmann: Ideenkiste Schriftsprache.  1993
- Rechtschreibgeschichten – Zur Entwicklung einzelner Wörter und orthographischer Muster im Grundschulalter. 1997.
- Erste Schritte zur Öffnung. Themenheft 105 der „Grundschulzeitschrift“, 1997
- mit Hans Brügelmann: Ideen für einen offenen Anfangsunterricht im Lesen und Schreiben. 1998
- mit Norbert Kruse und Claudia Osburg: Kinder schreiben und lesen. Beobachten - Verstehen – Lehren. hrsgg. für die Deutsche Gesellschaft für Lesen und Schreiben, 2003
- mit Hans Brügelmann: Pädagogische Leistungskultur – Materialien für Klasse 1 und 2: Deutsch.  2005
- mit Axel Backhaus und Hans Brügelmann: Selbstständiges Lernen und Individualisierung von unten – Alte und neue Medien als Herausforderung und Hilfe in der Grundschule. 2003
- mit Hans Brügelmann: Öffnung des Anfangsunterrichts – Theoretische Prinzipien, unterrichtspraktische Ideen und empirische Befunde. 2008
- Lesen- und Schreibenlernen mit digitalen Medien. hrsgg. für die Deutsche Gesellschaft für Lesen und Schreiben mit Renate Valtin, 2012
- Schreiben lernen, Schreiblernmethoden und Rechtschreiben lernen in der Grundschule. 2014
- Rechtschreiben in der Diskussion – Schriftspracherwerb und Rechtschreibunterricht. hrsgg. für den Grundschulverband, 2015
- mit Hans Brügelmann: Bremer Rechtschreibforscher*innen. Gesamtbericht über Intention, Ablauf und Ergebnisse der Erprobung  2017/2018